# Przemysław (imię)
Przemysław – imię męskie, które powstało prawdopodobnie przez modyfikację imienia Przemysł, kiedy świadomość jego pochodzenia zatarła się i błędnie zostało ono uznane za imię kończące się członem -sław (zamiast -mysł), aczkolwiek zdaniem Aleksandra Brücknera imię Przemysław jest poprawne: pierwszy człon „przem” pochodzi od dawnego słowa „przem, przemy” – szczery, otwarty, prosty (stąd wywodzi się słowo uprzejmy); człon „przem” występuje też w imieniu Bezprzem, Przezprzem, Bezprym. W Polsce imię to odnotowano po raz pierwszy w 1212 jako Premizlaus.
Żeńska forma: Przemysława.
Przemysław obchodzi imieniny: 13 kwietnia, 4 września, 10 października, 30 października.

## Osoby noszące imię Przemysław

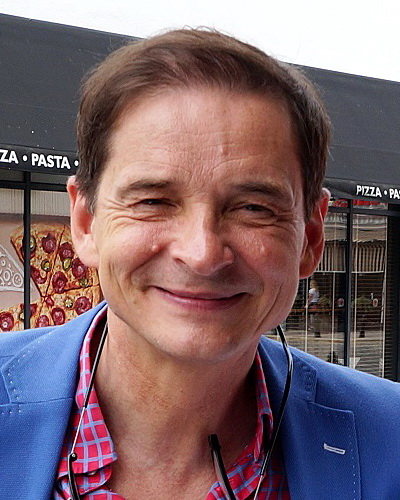
Przemysław Babiarz

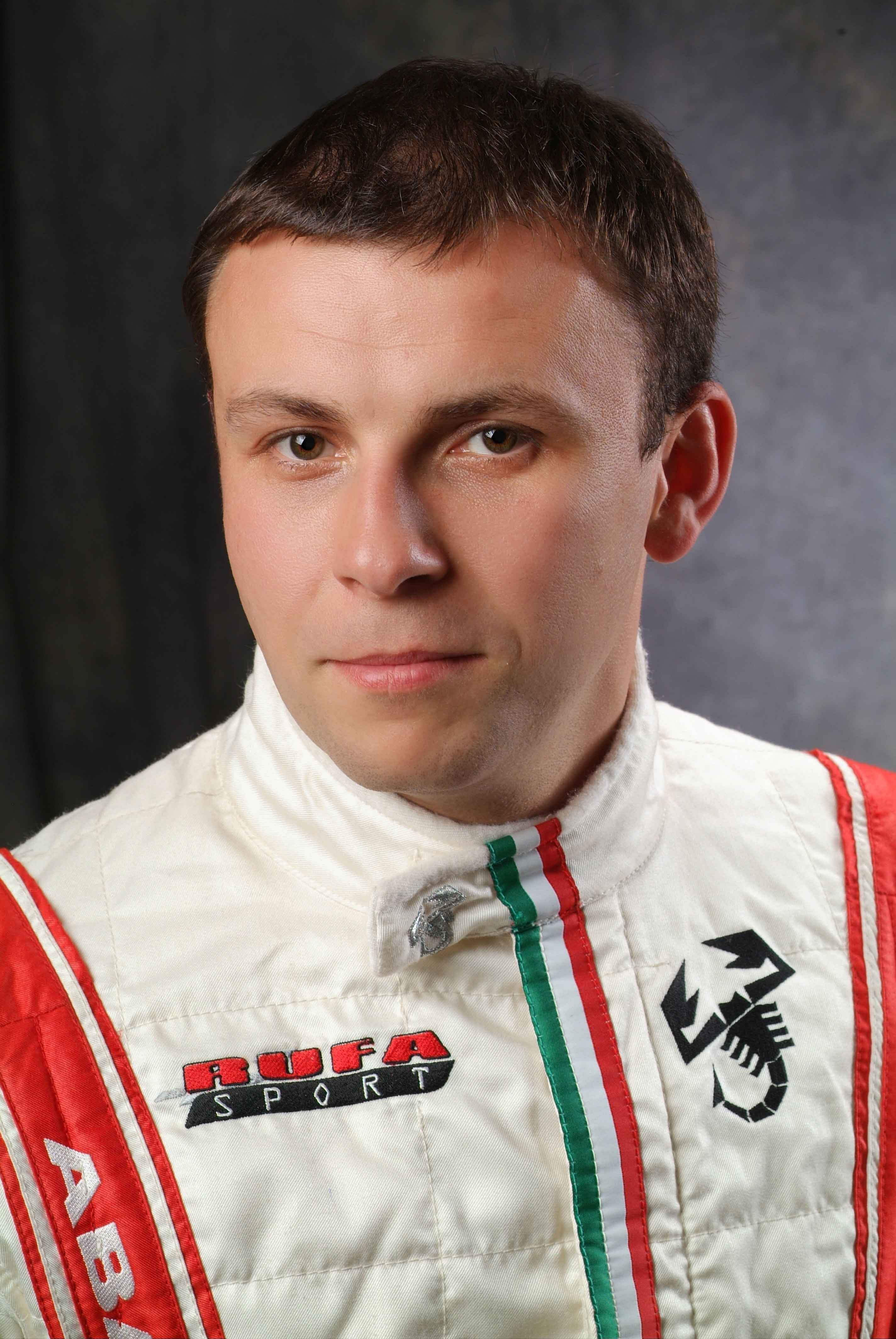
Przemysław Mazur

- Przemysław I Noszak – książę cieszyński
- Przemysław II cieszyński – książę cieszyński i głogowski
- Przemysław Andrejuk – polski lekarz i poseł V kadencji
- Przemysław Babiarz – polski prezenter telewizyjny i komentator sportowy
- Przemysław Bluszcz – polski aktor
- Przemysław Borkowski – członek Kabaretu Moralnego Niepokoju
- Przemysław Busse – polski ornitolog
- Przemysław Cypryański – polski aktor znany z roli Kuby w serialu „M jak miłość”
- Przemysław Czajkowski – polski lekkoatleta, dyskobol
- Przemysław Czapliński – filolog polski
- Przemysław Czarnek – polski prawnik, polityk, minister edukacji i nauki od 2020 roku
- Przemysław Frankowski – polski piłkarz
- Przemysław Gintrowski – polski kompozytor
- Przemysław Gosiewski – polski polityk
- Przemysław Kruk – polski snookerzysta
- Przemysław Mazur – polski pilot rajdowy
- Przemysław Miarczyński – polski żeglarz
- Przemysław Mitkowski – polski kardiolog, profesor nauk medycznych
- Przemysław Mroczkowski – polski anglista
- Przemysław Pawlicki – polski żużlowiec
- Przemysław Pietruszka – polski piłkarz
- Przemysław Radkiewicz – polski lekkoatleta, finalista olimpijski z Atlanty 1996 – skok wzwyż
- Przemysław Rezner – polski śpiewak operowy
- Przemysław Saleta – polski pięściarz
- Przemysław Sadowski – polski aktor, grał w wielu serialach takich jak: Samo Życie, Pierwszy Milion, Fala Zbrodni
- Przemysław Tytoń – polski piłkarz
- Przemysław Wipler – polski polityk